# Popoluca de Texistepec
Le popoluca de Texistepec, aussi appelé zoque de Texistepec ou texistepèque, est une langue zoque parlée dans l’État de Veracruz au Mexique.

## Écriture
| ’ | a | b | ch | d | dʸ | e | ê | f  | g | i  | j | k | kk | l |
| m | n | ñ | n  | o | p  | r | s | sh | t | tz | u | w | y  | ä |